# Komorniki (powiat średzki)
Komorniki (d.  Kamererdorf (1210), Kammerdorf (1360), Kammendorf bei Neumarkt) – wieś w Polsce położona w województwie dolnośląskim, w powiecie średzkim, w gminie Środa Śląska.
Przez miejscowość przebiega droga krajowa DK94. W latach 1975–1998 miejscowość należała administracyjnie do województwa wrocławskiego.
Wieś obecnie zamieszkuje 340 osób. Położona jest dwa kilometry na wschód od Środy Śląskiej przy drodze nr 94, na początku drogi powiatowej, która prowadzi od zachodniego krańca Komornik do dworca kolejowego Święte - Przedmoście położonego 4 km. na północ przy trasie Wrocław - Legnica.

## Historia
Pierwsza wzmianka na temat osady pochodzi z 1210 roku i wspomina o mieszkańcach Komornik jako "camerarii", czyli o tych, którzy pracowali jako służba w pobliskim dworze. Kolejne wzmianki pochodzą kolejno z 1294, gdy Mikołaj z Komornik był jednym z 50 rycerzy, którzy zostali poręczycielami w traktacie pokojowym wrocławskiego księcia z jego głogowskim kuzynem, z 1313 i 1353 roku. Z XVI wieku pochodzi wzmianka o średzkich piekarzach skarżących się na komornickich, ponieważ ci mieli piec nie tylko na własne potrzeby, lecz także sprzedawać chleb w innych wsiach i w mieście.
W 1621 roku cesarz Ferdynand II przyznał komorniczanom te same prawa, które obowiązywały w Środzie Śląskiej. W 1656 roku wieś Komorniki została sprzedana miastu Wrocław. W 1757 roku, przed bitwą pod Lutynią, pod wsią stacjonowały wojska pruskie co przysporzyło wielkie straty materialne dla miejscowej ludności. W 1786 roku we wsi znajdowało się czternaście gospodarstw rolnych, cztery gospodarstwa ogrodnicze, szkoła, gospoda i wiatrak. W 1845 dodatkowo wymienia się sklep wielobranżowy i trzy miejsca wydobycia torfu. 
Niższe sądownictwo było wcześniej sprawowane przez właścicieli ziemskich  czyli w przypadku Komornik przez miasto Wrocław. W sprawach poważnych wykroczeń decydował wówczas sąd średzki. Miejscowa pieczęć sądowa przedstawiała wagę, symbol sprawiedliwości.
W czerwcu 1945 roku większość dotychczasowych mieszkańców Komornik zostało wysiedlonych. Ostatni niemieccy mieszkańcy wsi wyjechali z Komornik w październiku 1946 roku

## Architektura i komunikacja
Przez wieś przechodziła szeroka na ok. 8 m główna ulica Chaussee (obecnie ul. Średzka) wytyczona w 1829 roku w miejsce ważnej w średniowieczu szlaku Hohne Strasse. Była to ważna trasa łączącą Śląsk z pruskim węzłem komunikacyjnym. Na nowej drodze stały w odstępie ok. 1 mili komory celne, w których pobierano cło drogowe.
Bezpośrednio przy dawnej ul.Chaussee na zakręcie od strony Wrocławia stoi budynek wzniesiony w 1776 roku, w którym mieściła się gospoda Pod cesarskim kwiatem, zwana później Pod bławatkiem. W gospodzie, będącej centrum wiejskiego życia kulturalnego, odbywały się różne uroczystości m.in., zabawy dożynkowe, święcenie pokarmów, narady wiejskie. Po zakończeniu II wojny światowej, w okresie stacjonowania na terenie wsi wojsk rosyjskich, budynek popadł w ruinę. Po zawiązaniu się Powiatowej Rady Narodowej, pomieszczenia gospody zostały wyremontowane i utworzono w niej świetlicę wiejską. 
W 1920 roku założono Ochotniczą Straż Pożarną. W 1926 roku wybudowano budynek remizy z nieistniejącą już wieżą.

## Religia
Wieś Komorniki administracyjnie należała do parafii Środa Śląska. Pierwsze zapiski na temat gruntów parafialnych średzkiego kościoła pochodzą z 1353 roku. Katoliccy mieszkańcy od 1933 roku należą do kościoła pw.Podwyższenia Krzyża Świętego. Zmarli byli chowani na cmentarzu w Środzie Śląskiej. 

## Edukacja
W 1740 roku otworzono pierwszą placówkę oświatową jako jedną z pierwszych ewangelickich szkół wiejskich. Od 1911 nauka w Komornikach odbywała się w nowej szkole we wschodniej części wsi. 

## Gospodarka
Komorniki należą do terenów aktywności gospodarczej objętych Legnicką Specjalną Strefą Ekonomiczną. W ramach tej strefy wieś należy do Podstrefy Środa Śląska - Komorniki oraz Podstrefy Środa Śląska – Komorniki – Święte – Juszczyn. Strefa aktywności gospodarczej w Komornikach tworzy najwięcej miejsc pracy na terenie gminy Środa Śląska. Działających we wsi 13 firm zatrudnia łącznie ponad 1 700 osób.

## Sport
Od 2002 roku na terenie miejscowości działa Ludowy Klub Sportowy "Pagel - Komorniki" (piłka nożna), który uczestniczy w rozgrywkach B-klasy przy Dolnośląskim Związku Piłki Nożnej we Wrocławiu. Prezesem klubu jest Rafael Gadzała.

## Osoby pełniące dotychczas funkcję Sołtysa wsi[10]
- 1963 – 1991   śp. p. H. Ceglarek
- 1991 – 1995  p. Mieczysław Kuryło
- 1995 – 1999  p. Ryszard  Adamiak
- 1999 – 2003  p. Janusz Pochwała
- 2003 – obecnie p. Rafael Gadzała